# Cape Wild
Cape Wild är en udde i Antarktis. Den ligger i Östantarktis. Australien gör anspråk på området.
Terrängen inåt land är platt. Trakten är obefolkad. 